# Maison Winslow
 (mai 2024).
Si vous disposez d'ouvrages ou d'articles de référence ou si vous connaissez des sites web de qualité traitant du thème abordé ici, merci de compléter l'article en donnant les références utiles à sa vérifiabilité et en les liant à la section « Notes et références ».
La maison Winslow est un bâtiment situé à River Forest, dans l'Illinois, conçu par l'architecte Frank Lloyd Wright. Construite sur une rue privée dans le domaine Edward Waller, la Maison Winslow a été la première réalisation indépendante de Wright et sa première tentative de réinventer la maison traditionnelle. La construction débuta en 1893 et finit en 1894,.

## Architecture
En 1894 la maison Winslow constituait une originalité, démarquée des habitations locales. Les murs montent vers un chaperon en pierre artificielle. Le second étage de la maison est couvert en terre-cuite. Les éléments de maçonnerie sont dans le style de Louis Sullivan. Les fenêtres montent du rebord jusqu'au soffite. Le large avant-toit se projette au-delà des fenêtres du premier étage. La cheminée est longue et basse.
La structure est l'ossature de bois typique de la tradition constructive américaine. Un revêtement de briques romaines produit un effet massif qui caractérise la partie inférieure de l'enveloppe comme une solide enceinte implantée sur une substructure (le socle de pierre) et délimitée par un cordon continu sur tout le périmètre, à la hauteur de l'appui des fenêtres du premier étage. Au-dessus du rideau de briques, la bande du revêtement en terre cuite comprise entre le cordon-rebord et le pan du toit, décorée d'un 'pattern' à l'imprimé serré, paraît être une tenture suspendue qui retombe sur ce rideau.
L'extérieur fut dessiné le premier, le plan des niveaux s'y est ensuite adapté. À l'arrière de la maison se trouve une étable qui, dans les premières années, avait un arbre qui poussait à travers le toit.
Beaucoup d'éléments sont caractéristiques du style de l'architecte. Ils servent à mettre en valeur l'horizontalité de la maison et à en réduire la verticalité au maximum. Le toit est bas et large avec des saillies, alors que l'extérieur est divisé en bandes horizontales.
Le second étage est orné de tuiles décoratives, alors que le premier est couvert de briques, plus longues que hautes. De la chaux projetée rehausse la bâtisse dans le paysage. Au centre de la maison est posée la grande cheminée. Tous les éléments préfigurent le mouvement de la Prairie School.
Le bâtiment est ajouté à la liste du Registre national des lieux historiques en 1970.